# Saproscincus lewisi
Saproscincus lewisi — вид сцинкоподібних ящірок родини сцинкових (Scincidae). Ендемік Австралії.

## Поширення і екологія
Saproscincus lewisi мешкають в прибережних районах на північному сході Квінсленду, від Дейнтрі до гори Вебб. Вони живуть у вологих тропічних лісах, в лісовій підстилці.